# Rudi Johnson
Burudi Ali Johnson (Petersburg, 1º ottobre 1979) è un ex giocatore di football americano statunitense che ha militato nel ruolo di running back nella National Football League (NFL).

## Carriera

### Cincinnati Bengals
Johnson fu selezionato dai Cincinnati Bengals nel corso del quarto giro (100º assoluto) del Draft NFL 2001. Nelle prime due stagioni giocò sporadicamente, chiuso dal quattro volte Pro Bowler Corey Dillon. Nel 2003 Dillon perse la maggior parte della stagione per degli infortuni così Johnson si trovò catapultato nel ruolo di titolare, correndo 957 yard e 9 touchdown in sole 9 partite.
Dopo che Dillon fu scambiato con i New England Patriots prima della stagione 2004, Johnson fu nominato titolare correndo un record di franchigia di 1.454 yard, oltre a 12 touchdown, venendo convocato per il suo unico Pro Bowl.
Johnson diede il suo contributo anche nella stagione 2005 in cui i Bengals raggiunsero i playoff per la prima volta in 15 anni. Johnson rimase titolare facendo coppia con il quarterback Carson Palmer e il wide receiver Chad Johnson. Chris Perry, ex running back della University of Michigan, si unì al backfield dei Bengals dopo essere stato scelto nel primo giro del Draft NFL 2004. L'annata si concluse con un record di 11-5 e il titolo di division, la prima stagione vincente di Cincinnati dal 1990. Johnson superò il suo record di franchigia correndo 1458 yard e 12 touchdowns, oltre a un primato personale di 23 ricezioni.
Nel corso della stagione 2007, Johnson saltò cinque partite per infortunio ed ebbe una sola gara in cui superò le 100 yard corse. Concluse l'annata con 497 yard e 3 touchdown.. Fu svincolato il 30 agosto 2008.

### Detroit Lions
Johnson firmò un contratto di un anno con i Detroit Lions il 1º settembre 2008. I Lions svincolarono il running back Tatum Bell per fare spazio per Johnson. Il giorno successivo, Johnson accusò Bell di avere rubato il suo bagaglio, anche se Bell insistette che si fosse trattato di "un errore in buona fede." Nell'unica stagione ai Lions Johnson corse 237 yard e segnò un touchdown su corsa e uno su ricezione.

## Palmarès
- Convocazioni al Pro Bowl: 1

2004